# Two Men of Sandy Bar
Two Men of Sandy Bar è un film muto del 1916 diretto da Lloyd B. Carleton. La sceneggiatura si basa su Two Men of Sandy Bar, lavoro teatrale di Bret Harte andato in scena a New York nel 1876.

## Trama
John Oakhurst fa amicizia con Sandy Morton, giocatore d'azzardo come lui. Ma, mentre John - che è un gentiluomo - fa quel mestiere per professione, Sandy lo fa per vizio, non riuscendo a uscire da una vita dissipata che lo ha portato a scontrarsi anche con suo padre. Il vecchio Morton prende a ben volere John ma quest'ultimo decide di partire alla volta dell'Ovest. Qui, incontra una coppia di marito e moglie: Pritchard, l'uomo, è un alcolizzato, ricercato dalla legge, e John lo aiuta a sfuggire ai suoi inseguitori. La donna, chiamata la Duchessa, quando giunge la notizia della morte del marito, vorrebbe che John, di cui si è infatuata, la sposasse. Davanti al suo rifiuto, lei - per vendetta - gli manomette un mazzo di carte, facendolo passare per baro. John è costretto ad andarsene; rifugiato in Messico, si innamora di una ragazza messicana, ricostruendosi una nuova vita con lei. Sandy sposa la Duchessa, ma quando scopre quello che ha fatto la moglie, la lascia per partire alla ricerca dell'amico. Intanto il vecchio Morton, sulle tracce dei due, li ritrova entrambi in Messico. Perdona Sandy e prende con sé, nella sua azienda, anche John.

## Produzione
Il film fu prodotto dall'Universal Film Manufacturing Company (con il nome Red Feather Photoplays).

## Distribuzione
Il copyright del film, richiesto dalla Universal Film Mfg. Co., Inc., fu registrato il 6 marzo 1916 con il numero LP7770.
Distribuito dall'Universal Film Manufacturing Company con il nome Red Feather Photoplays, il film uscì nelle sale cinematografiche USA il 3 aprile 1916. In Danimarca, prese il titolo To Mænd fra Sandy Bar.
Non si conoscono copie ancora esistenti della pellicola che viene considerata presumibilmente perduta.